# 可爱颂
《可爱颂(Kwiyomi)》（也稱作《數字撒嬌》）是韓國歌手Hari的歌曲，本曲之手指舞蹈原創自時為練習生後以女團CLC出道的崔有真。因其簡單的旋律、可愛的曲風及特別的手指舞蹈動作而迅速爆紅並廣為人知。

## 背景
本曲中段的手指舞蹈部分原創自時為練習生後以女團CLC出道的崔有真。本曲的內容主要描述戀人間愛撒嬌的心情，當中副歌重覆誦唱「1+1=小可愛」、「2+2=小可愛」等，並配合相應的手指舞蹈令此曲迅即走紅。

## 模仿
此曲推出後首先引來不少韓國藝人的模仿，令此曲的普及度大增。及後在互聯網，特別是多次造就網絡爆紅現象的影片分享網站Youtube內出現大量的模仿，當中不乏世界各地的藝人和網友等，例如这些全球十之最受欢迎 （页面存档备份，存于）、X21等，加上報章、雜誌等的廣泛報導，令此曲被人形容為是繼《江南style》及《哈林搖》後的爆紅作品。